# Губин
Гу̀бин (на полски: Gubin; на немски: Guben; на долнолужишки: Gubin) е град в Западна Полша, Любушко войводство, Кросненски окръг. Административен център е на селската Губинска община, без да е част от нея. Самият град е обособен в самостоятелна градска община с площ 20,68 км2. Към 2011 година населението му възлиза на 16 631 души.